# Орлов Георгій Маркович
Георгій Маркович Орло́в (нар. 14 квітня 1906, Полтава — пом. 28 травня 1989, Львів) — український радянський художник театру; член Спілки радянських художників України.

## Біографія
Народився 14 квітня 1906 року в місті Полтаві (нині Україна). Закінчив Імператорський пажесеський корпус у Санкт-Петербурзі. Протягом 1921—1924 років навчався у Харківському художньому технікумі.
Працював у театрах Харкова, Новосибірська, Ленінграда, Сталінграда, Одеси та Львова. 1937 року був заарештований і висланий до Ашгабата, де працював художником у місцевому театрі. 1946 року повернувся в Україну. Жив у Львові, в будинку на вулиці Чернишевського, № 1, квартира № 8. Помер у Львові 28 травня 1989 року.

## Творчість
Працював у галузі театрально-декораційного мистецтва, створював ескізи декорацій та костюми до вистав. Серед оформлених вистав:
- «Гаряче серце» Олександра Островського (1937—1938, Ашгабатський державний російський драматичний театр імені Олександра Пушкіна);
- «Великий государ» Володимира Соловйова (1946, Драматичний театр Червоної армії Одеського військового округу);
- «Маскарад» Михайла Лермонтова (1949, Одеський російський драматичний театр імені Андрія Іванова);
- «Ревізор» Миколи Гоголя (1951, Львівський театр Радянської армії);
- «Комедія помилок» Вільяма Шекспіра (1963—1964, Львівський театр Радянської армії);
- «Обрив» за Іваном Гончаровим (1965, Львівський театр Радянської армії).

Твори експонували на виставках в Одесі у 1930–1950-ті роки, Москві у 1946 році, Києві у 1951 році.